# Severino Reija
Severino Reija Vázquez (* 25. November 1938 in Lugo, Galicien) ist ein ehemaliger spanischer Fußballspieler. Er nahm an zwei Fußball-Weltmeisterschaften und an der Fußball-Europameisterschaft 1964 teil.

## Spielerkarriere

### Verein
Reija begann in einer Schülermannschaft in A Coruña mit dem Fußballspielen. In der Jugend schloss er sich dem Klub Oza Juvenil La Coruña an. Von dort wechselte er zu Deportivo La Coruña, wo er 1959 in der ersten Mannschaft in der Segunda División debütierte. 
Nach zwei Spielzeiten bei Deportivo wechselte er zu Real Saragossa, wo er am ersten Spieltag der Saison 1959/60 am 13. September 1959 im Spiel gegen Real Valladolid sein Debüt in der Primera División gab. Mit Saragossa gewann er 1964 die Copa del Generalísimo und den Messestädte-Pokal. 1966 erreichte er in beiden Wettbewerben erneut das Finale, konnte diesmal jedoch nur den nationalen Pokal gewinnen. Nach zehn Spielzeiten bei Saragossa beendete er 1969 seine aktive Laufbahn.

### Nationalmannschaft
Ohne zuvor ein Länderspiel bestritten zu haben, wurde Reija in das spanische Aufgebot für die Weltmeisterschaft 1962 in Chile berufen. Dort gab er im Auftaktspiel der Vorrunde beim 0:1 gegen den späteren Vizeweltmeister Tschechoslowakei sein Debüt in der spanischen Nationalmannschaft. Dieses Spiel blieb sein einziger Einsatz während des Turniers, aus dem Spanien als Gruppenletzter ausschied.
1964 gewann er mit Spanien die Fußball-Europameisterschaft, wurde in den Spielen der Endrunde jedoch nicht eingesetzt. 
Bei der Weltmeisterschaft 1966 in England wurde er erneut für den spanischen Kader nominiert. Reija kam in den beiden Gruppenspielen gegen die Schweiz und Deutschland zum Einsatz. Wie beim Turnier 1962 blieb die Mannschaft hinter den Erwartungen zurück und schied als Gruppendritter aus. Sein letztes von 20 Länderspielen absolvierte er 1967 beim 2:1 im  Qualifikationsspiel zur Europameisterschaft 1968 im Madrider Estadio Santiago Bernabéu gegen die Tschechoslowakei. 

## Erfolge
- Spanischer Pokalsieger: 1964, 1966
- Messestädte-Pokalsieger: 1964
- Europameister: 1964